# Cozinha da Casa de Manhufe
Cozinha da Casa de Manhufe, é um óleo sobre madeira da autoria do pintor português Amadeo de Souza-Cardoso. Pintado em 1913, mede 29,2 cm de altura por 49,6 cm de largura.
Nesta obra Amadeo aproxima-se do idioma cubista, fragmentando a imagem e negando a ideia de ponto de vista único associada à representação perspética tradicional.

## Ficha técnica[2]
- Óleo sobre madeira
- 29,2 x 49,6 cm
- No canto superior esquerdo da obra: "COSINHA DA / CASA DE MANHUFE / AMADEO DE SOUZA / CARDOSO / FECIT".
- Assinada e datada no canto inferior esquerdo: "A de Souza Cardoso /1913"
- Coleção: Centro de Arte Moderna  / Fundação Calouste Gulbenkian, Lisboa.
- Proveniência: Obra adquirida a Lucie de Souza Cardoso (1986)